# Chelicerca amatitlana
Chelicerca amatitlana är en insektsart som beskrevs av Ross 2003. Chelicerca amatitlana ingår i släktet Chelicerca och familjen Anisembiidae. Inga underarter finns listade i Catalogue of Life.